# Learjet 75
De Learjet 70 en Learjet 75 zijn lichte privéjets van de Canadees-Amerikaanse fabrikant Learjet die van 2013 tot 2021 werden verkocht. In 2021 werden de stopzetting van het model en het merk aangekondigd.

## Geschiedenis
De twee modellen vervangen respectievelijk de 40XR en 45XR, waarop ze tevens gebaseerd zijn. De toestellen krijgen nieuwe motoren die met een tien procent hoger vermogen betere prestaties leveren en zuiniger zijn en zullen ook uitgerust worden met Bombardiers Vision-cockpit met Garmin G5000-avionica. Ook nemen ze de winglets over die Bombardier voor de Global 7000 en Global 8000 ontwikkelde, wat een 4 à 5 procent brandstofbesparing oplevert.
In 2020 kwam de kleinere 75 Liberty op de markt. Deze variant heeft slechts zes zitplaatsen en kost minder dan tien miljoen Amerikaanse dollar. De Liberty concurreerde daarmee met de Cessna CitationJet en de Embraer Phenom 300.